# Svend Mathiasen
Svend Mathiasen født den 17. oktober 1947 er den administrerende direktør i selskabet Dansk Sport Management (DSM) baseret i Dragør. Forinden var han mangeårig administrerende direktør for Dansk Boldspil-Unions Initiativfond, DBU Sponsorhip, hvor han fra 1980'erne havde en ledende rolle i udviklingen af dansk professionel fodbold. Fra 1978 til 1987 medlem af DBU'bestyrelse og i 1988 fungerende Gereralsekretær i DBU. I perioden 1997 til 2001 var Svend Mathiasen Salgs- og marketingsdirektør i Parken Sport & Entertainment A/S (F.C. København. I perioden 1978 til 1987 var han formand i Boldklubben Fremad Amager. Siden 2007 tillige Salgs- og marketingchef i Rådet for Sikker Trafik og i 2011 stifter af det lokalpolitiske parti; Amagerlisten, der har det primære formål, at arbejde for en sammenlægning af Dragør- og Tårnby Kommuner. Fra den 1. januar 2014 tillige medlem af Dragør kommunalbestyrelse for Amagerlisten. I perioden fra 1970 til 1987 var Svend Mathiasen ansat som kriminalassistent / efterforskningsleder i kriminalpolitiet, var tilknyttet amerikanske organisation DEA (Drug Enforcement Administration), underviser på Statens Politiskole og lærebogsforfatter med speciale i narkotikasager nationalt og internationalt.                
 Der er for få eller ingen kildehenvisninger i denne artikel, hvilket er et problem. Du kan hjælpe ved at angive troværdige kilder til de påstande, som fremføres i artiklen.